# Квалификације за Светско првенство у фудбалу 1934.
 Квалификације за Светско првенство у фудбалу 1934. године у Италији било је прво светско првенство на којем су биле потребне квалификације, јер је за прво Светско првенство у Уругвају 1930. позивнице делила ФИФА. Овај пут пријавиле су се 32 репрезентације, па је ФИФА била приморана организовати квалификационе утакмице у циљу смањења броја екипа на завршном турниру на предвиђених шеснаест. Чак је и домаћин Италија морала играти у квалификацијама. Бранилац титуле Уругвај је одбила учествовање на територији Европе у знак освете Европљанима који су масовно одбили путовање у Уругвај на прво светско првенство.
Пријваљене 32 репрезентације подељене су у дванаест група, а ФИФА је узимала у обзир и државе које нису у Европи, па је организовала групе у којима су се сусретале искључиво репрезентације истог континента или истог географског подручја:
- Групе од 1 до 8 - Европа: 12 слободних места, учествује 21 репрезентација.
- Групе 9 и 10 - Јужна Америка: 2 слободна места учествују 4 репрезентације.
- Групаа 11 - Северна, Средња Америка и Кариби: 1 слободно место, учествују 4 репрезентације
- Група 12 - Африка и Азија: 1 слободно место учествују 3 репрезентације (укључујући Турску).

Укупно 27 репрезентација одиграле су барем једну квалификациону утакмицу. Одиграно је 27 утакмица у којима је постигнут 141 гол (5,22 по утакмици).
Следи преглед свих утакмица одиграних у квалификацијама са резултатима по групама.

## Групе
Групе су имале различите системе такмичења:
- Група 1 има три репрезентације, које играју између себе по једну утакмицу, а квалификује се само победник.
- Групе 2, 3 и 5 имају по две репрезентације, које играју по две утакмице системом једну као домаћин а другу у гостима, а победник се квалификује.
- Група 4 има три репрезентације. које играју по две утакмице по систему једну као домаћин а другу у гостима, а квалификују се прве две док трећа отпада.
- Групе 6, 7 и 8 имају по три репрезентације, које играју по једну утакмицу, а квалификују се прве две екипе у групи, док посљедња отпада.
- Групе 9 и 10 састоје се од по две репрезентације. Квалификују се победници група.
- Група 11 има четири репрезентације. Играла су се три кола:
  - Прво коло: Хаити је домаћин Куби у све три утакмице. Укупни победник иде у друго коло.
  - Друго коло: Мексико је домаћин победнику првог кола у све три утакмице. Победник иде у последње коло.
  - Последње коло: САД игра једну утакмицу против победника другога кола на неутралном терену. Победник те утакмимице квалификује се на Светско првенство.
- Група 12 има три репрезентације. Пошто су се Турци повукли пре почетка квалификација, преостале две репрезентације одиграле су две утакмице по систему једну као домаћин а другу у гостима, а победник се квалификује .

### Група 1
| Датум         | Место    | Време | 1. екипа  | Резултат | 2. екипа  | Стрелци                                                                                      |
| ------------- | -------- | ----- | --------- | -------- | --------- | -------------------------------------------------------------------------------------------- |
| 11. јуни 1933 | Стокхолм |       | Шведска   | 6 : 2    | Естонија  | Крон 7', Л. Бунке 10', Ериксон 13', 70'Т. Бунке 43', Андерсон 79' (пен)— Кас 47, Куреман 61' |
| 29. јун       | Каунас   |       | Литванија | 0 : 2    | Шведска   | Хансон 55', 65'                                                                              |
|               |          |       | Естонија  | —        | Литванија | није одиграна јер су обе репрезентације изгубиле све шансе за квалификовање                  |

| Плас. | Тим       | ИГ | Д | Н | ИЗ | ГД | ГП | ГР | Бод |
| ----- | --------- | -- | - | - | -- | -- | -- | -- | --- |
| 1     | Шведска   | 2  | 2 | 0 | 0  | 8  | 2  | +6 | 4   |
| 2     | Литванија | 1  | 0 | 0 | 1  | 0  | 2  | -2 | 0   |
| 3     | Естонија  | 1  | 0 | 0 | 1  | 2  | 6  | -4 | 0   |

ИГ = Играо утакмица; Д = Добио; Н = Нерешио; ИЗ = Изгубио; ГД = Голова дао; ГП = Голова примио; ГР = Гол-разлика ; Бод = Бодови
Шведска се квалификовала на Светско првенство у фудбалу 1934.

### Група 2
| Датум          | Место   | Време | 1. екипа    | Резултат | 2. екипа    | Стрелци                                                                          |
| -------------- | ------- | ----- | ----------- | -------- | ----------- | -------------------------------------------------------------------------------- |
| 11. март 1934  | Мадрид  |       | Шпанија     | 9 : 0    | Португалија | Гонзалес 3‘, Лангара 13‘, 14‘(пен), 46‘, 71‘, 85‘, Регеро 65‘, 70‘, Ванторла 68‘ |
| 18. март 1934. | Лисабон |       | Португалија | 1 : 2    | Шпанија     | Витор Силва 10‘ — Лангара 12‘, 25‘                                               |

| Плас. | Тим         | ИГ | Д | Н | ИЗ | ГД | ГП | ГР  | Бод |
| ----- | ----------- | -- | - | - | -- | -- | -- | --- | --- |
| 1     | Шпанија     | 2  | 2 | 0 | 0  | 11 | 1  | +10 | 4   |
| 2     | Португалија | 2  | 0 | 0 | 2  | 1  | 11 | -10 | 0   |

ИГ = Играо утакмица; Д = Добио; Н = Нерешио; ИЗ = Изгубио; ГД = Голова дао; ГП = Голова примио; ГР = Гол-разлика ; Бод = Бодови
Шпанија се квалификовала на Светско првенство у фудбалу 1934.

### Група 3
| Датум         | Место  | Време | 1. екипа | Резултат | 2. екипа | Стрелци                                  |
| ------------- | ------ | ----- | -------- | -------- | -------- | ---------------------------------------- |
| 25. март 1934 | Милано |       | Италија  | 4 : 0    | Грчка    | Гваризи 40‘ Меаца 44‘, 71‘ Ђ. Ферари 69‘ |

Грчка се после пораза у првој утакмици повукла из такмичења и зато друга утакмица није ни одиграна.
Италија се квалификовала на Светско првенство у фудбалу 1934.

### Група 4
| Датум          | Место      | Време | 1. екипа | Резултат | 2. екипа | Стрелци       |
| -------------- | ---------- | ----- | -------- | -------- | -------- | ------------- |
| 25. март 1934  | Софија     |       | Бугарска | 1 : 4    | Мађарска |               |
| 25. април 1934 | Беч        |       | Аустрија | 6 : 1    | Бугарска |               |
| 28. април 1934 | Будимпешта |       | Мађарска | 4 : 1    | Аустрија |               |
|                |            |       | Аустрија | —        | Мађарска | није одиграна |
|                |            |       | Бугарска | —        | Аустрија | није одиграна |
|                |            |       | Мађарска | —        | Аустрија | није одиграна |

| Плас. | Тим      | ИГ | Д | Н | ИЗ | ГД | ГП | ГР  | Бод |
| ----- | -------- | -- | - | - | -- | -- | -- | --- | --- |
| 1     | Мађарска | 2  | 2 | 0 | 0  | 8  | 2  | +6  | 4   |
| 2     | Аустрија | 1  | 1 | 0 | 0  | 6  | 1  | +5  | 2   |
| 3     | Бугарска | 3  | 0 | 0 | 3  | 3  | 14 | -11 | 0   |

ИГ = Играо утакмица; Д = Добио; Н = Нерешио; ИЗ = Изгубио; ГД = Голова дао; ГП = Голова примио; ГР = Гол-разлика ; Бод = Бодови
Мађарска и Аустрија се квалификовала на Светско првенство у фудбалу 1934.

### Група 5
| Датум            | Место   | Време | 1. екипа     | Резултат   | 2. екипа     | Стрелци                                                                                        |
| ---------------- | ------- | ----- | ------------ | ---------- | ------------ | ---------------------------------------------------------------------------------------------- |
| 15. октобар 1933 | Варшава |       | Пољска       | 1 : 2      | Чехословачка | Мартина 52‘ (пен) — Силни 37‘, Pelcher 78‘                                                     |
| 15. април 1934   | Праг    |       | Чехословачка | 2 : 0 (сл) | Пољска       | ФИФА је утакмицу регистровала службеним резултатом 2-0 јер се Пољаци нису појавили на утакмици |

Чехословачка се квалификовала на Светско првенство у фудбалу 1934.

### Група 6
| Датум              | Место    | Време | 1. екипа    | Резултат   | 2. екипа    | Стрелци |
| ------------------ | -------- | ----- | ----------- | ---------- | ----------- | --- |
| 24. септембар 1933 | Београд  |       | Југославија | 2 : 2      | Швајцарска  | Крагић 50‘, Марјaновић 61‘ — Frigerio 76‘, Jäggi 80‘                                                                                                |
| 29. октобар 1933   | Берн     |       | Швајцарска  | 2 : 0 (сл) | Румунија    | Утакмица је завршила 2-2, али је ФИФА утакмицу регистровала службеним резултатом 2:0 пошто су Румуни играли с играчем који није имао право наступа. |
| 29. април 1934     | Букурешт |       | Румунија    | 2 : 1      | Југославија | Шварц 38‘, Добаји 74‘ — Крагић 71‘ |

| Плас. | Тим         | ИГ | Д | Н | ИЗ | ГД | ГП | ГР | Бод |
| ----- | ----------- | -- | - | - | -- | -- | -- | -- | --- |
| 1     | Швајцарска  | 2  | 1 | 1 | 0  | 4  | 2  | +2 | 3   |
| 2     | Румунија    | 1  | 1 | 0 | 1  | 2  | 3  | -1 | 2   |
| 3     | Југославија | 2  | 0 | 1 | 1  | 3  | 4  | -1 | 1   |

ИГ = Играо утакмица; Д = Добио; Н = Нерешио; ИЗ = Изгубио; ГД = Голова дао; ГП = Голова примио; ГР = Гол-разлика ; Бод = Бодови
Швајцарска и Румунија су се квалификовале на Светско првенство у фудбалу 1934.

### Група 7
| Датум            | Место     | Време | 1. екипа  | Резултат | 2. екипа  | Стрелци                                                                                     |
| ---------------- | --------- | ----- | --------- | -------- | --------- | ------------------------------------------------------------------------------------------- |
| 25. фебруар 1934 | Даблин    |       | Ирска     | 4 : 4    | Белгија   | Pa. Moore 27‘, 48‘, 59‘, 75‘ — Capelle 13‘, S. van den Eynde 25‘, F. van den Eynde 47‘, 52‘ |
| 8. април 1934    | Амстердам |       | Холандија | 5 : 1    | Ирска     | Smit 41‘, 85‘, Bakhuys 67¹, 78‘, Vente 83‘ — Squires 44‘, Pe. Moore 57‘                     |
| 29. април 1934   | Антверпен |       | Белгија   | 2 : 4    | Холандија | Grimmonprez 51‘, Voorhoof 71‘, — Smit 60‘, Bakhuys 62‘, 84‘, Vente 64‘                      |

| Плас. | Тим       | ИГ | Д | Н | ИЗ | ГД | ГП | ГР | Бод |
| ----- | --------- | -- | - | - | -- | -- | -- | -- | --- |
| 1     | Холандија | 2  | 2 | 0 | 0  | 9  | 4  | +5 | 4   |
| 2     | Белгија   | 2  | 0 | 1 | 1  | 6  | 8  | -2 | 2   |
| 3     | Ирска     | 2  | 0 | 1 | 1  | 6  | 9  | -3 | 2   |

ИГ = Играо утакмица; Д = Добио; Н = Нерешио; ИЗ = Изгубио; ГД = Голова дао; ГП = Голова примио; ГР = Гол-разлика ; Бод = Бодови
Холандија и Белгија су се квалификовале на Светско првенство у фудбалу 1934.

### Група 8
| Датум          | Место      | Време | 1. екипа   | Резултат | 2. екипа  | Стрелци                                                                                 |
| -------------- | ---------- | ----- | ---------- | -------- | --------- | --------------------------------------------------------------------------------------- |
| 11. март 1934  | Луксембург |       | Луксембург | 1 : 9    | Немачка   | Mengel 27‘, — Rasselnberg 3‘, 36‘, 56‘, 90‘ Wigold 12‘ Албрехт 25‘, Хофман 30‘, 51‘, 53 |
| 13. април 1934 | Луксембург |       | Луксембург | 1 : 6    | Француска | Speicher 46‘, — Астон\| 3‘, Николас 26‘, 67‘, 84¹, 89‘ Либерати 80‘                     |
|                |            |       | Немачка    | —        | Француска | утакмица није одиграна јер су се обе екипе већ пласирале                                |

| Плас. | Тим        | ИГ | Д | Н | ИЗ | ГД | ГП | ГР  | Бод |
| ----- | ---------- | -- | - | - | -- | -- | -- | --- | --- |
| 1     | Немачка    | 1  | 1 | 0 | 0  | 9  | 1  | +8  | 2   |
| 2     | Француска  | 1  | 1 | 0 | 0  | 6  | 1  | -5  | 2   |
| 3     | Луксембург | 2  | 0 | 0 | 2  | 2  | 15 | -13 | 0   |

ИГ = Играо утакмица; Д = Добио; Н = Нерешио; ИЗ = Изгубио; ГД = Голова дао; ГП = Голова примио; ГР = Гол-разлика ; Бод = Бодови

### Група 9
Бразил се аутоматски квалификовао јер је екипа Перуа одустала пре почетка такмичења.

### Група 10
Аргентина се аутоматски квалификовала јер је екипа Чилеа одустала пре почетка такмичења.

### Група 11

#### Прво коло
| Датум           | Место        | 1. екипа | Резултат | 2. екипа | Стрелци                                           |
| --------------- | ------------ | -------- | -------- | -------- | ------------------------------------------------- |
| 28. јануар 1934 | Порт о Пренс | Хаити    | 1 : 3    | Куба     | Сент Форт 85‘ — Лопез 20‘ Сокоро61‘, Мартинез 64‘ |
| 1. фебруар 1934 | Порт о Пренс | Хаити    | 1 : 1    | Куба     | Сент Форт 25‘ — Лопез 85‘                         |
| 4. фебруар 1934 | Порт о Пренс | Хаити    | 0 : 6    | Куба     | Сокоро(2) Лопез Ферер Сото                        |

| Плас. | Тим   | ИГ | Д | Н | ИЗ | ГД | ГП | ГР | Бод |
| ----- | ----- | -- | - | - | -- | -- | -- | -- | --- |
| 1     | Куба  | 3  | 2 | 1 | 0  | 10 | 2  | +8 | 5   |
| 2     | Хаити | 3  | 0 | 1 | 2  | 2  | 10 | -8 | 1   |

ИГ = Играо утакмица; Д = Добио; Н = Нерешио; ИЗ = Изгубио; ГД = Голова дао; ГП = Голова примио; ГР = Гол-разлика ; Бод = Бодови
Куба се квалификовала за друго коло.

#### Друго коло
| Датум         | Место          | 1. екипа | Резултат | 2. екипа | Стрелци                                                |
| ------------- | -------------- | -------- | -------- | -------- | ------------------------------------------------------ |
| 4. март 1934  | Мексико (град) | Мексико  | 3 : 2    | Куба     | Меија 12‘, 14, 16‘ — Лопез 40‘, 63‘                    |
| 11. март 1934 | Мексико (град) | Мексико  | 5 : 0    | Куба     | Сота 24‘, Мејиа 31‘, 40‘, 79‘ Росас 72‘                |
| 18. март 1934 | Мексико (град) | Мексико  | 4 : 1    | Куба     | Алонсо 32‘, 85‘, Ruvalcaba 41‘, Маркос 60¹ — Лопез 15‘ |

| Плас. | Тим     | ИГ | Д | Н | ИЗ | ГД | ГП | ГР | Бод |
| ----- | ------- | -- | - | - | -- | -- | -- | -- | --- |
| 1     | Мексико | 3  | 3 | 0 | 0  | 12 | 3  | +9 | 6   |
| 2     | Куба    | 3  | 0 | 0 | 3  | 3  | 12 | -9 | 0   |

ИГ = Играо утакмица; Д = Добио; Н = Нерешио; ИЗ = Изгубио; ГД = Голова дао; ГП = Голова примио; ГР = Гол-разлика ; Бод = Бодови
Мексико се квалификовао за треће коло Групе 11.

#### Треће коло
| Датум        | Место | 1. екипа         | Резултат | 2. екипа | Стрелци                                           |
| ------------ | ----- | ---------------- | -------- | -------- | ------------------------------------------------- |
| 24. мај 1934 | Рим)  | Сједињене Државе | 4 : 2    | Мексико  | Донели 28‘, 32‘, 74‘, 87‘ — Алонсо 23‘, Mejía 75‘ |

САД се квалификовала на Светско првенство у фудбалу 1934.

### Група 12
Турска је пре почетка одустала од такмичења.
| Датум         | Место    | 1. екипа  | Резултат | 2. екипа  | Стрелци                                  |
| ------------- | -------- | --------- | -------- | --------- | ---------------------------------------- |
| 16. март 1934 | Каиро    | Египат    | 7 : 1    | Палестина | Рафаи (3), Таха (2) Латиф (2) — Нуделман |
| 6. арил 1934. | Тел Авив | Палестина | 1 : 4    | Египат    | Сукник 70‘ — Rafai (2), Латиф, Фавзи     |

| Плас. | Тим       | ИГ | Д | Н | ИЗ | ГД | ГП | ГР | Бод |
| ----- | --------- | -- | - | - | -- | -- | -- | -- | --- |
| 1     | Египат    | 2  | 2 | 0 | 0  | 11 | 2  | +9 | 4   |
| 2     | Палестина | 2  | 0 | 0 | 2  | 2  | 11 | -9 | 0   |

ИГ = Играо утакмица; Д = Добио; Н = Нерешио; ИЗ = Изгубио; ГД = Голова дао; ГП = Голова примио; ГР = Гол-разлика ; Бод = Бодови
Египат се квалификовао на Светско првенство 1934.

## Учесници Светског првенства 1934.
| 12 из Европе                  | Шведска          | Шпанија      | Италија    | Мађарска  |
|                               | Аустрија         | Чехословачка | Швајцарска | Румунија  |
|                               | Холандија        | Белгија      | Немачка    | Француска |
| 2 из Јужне Америке            | Бразил           | Аргентина    |            |           |
| 1 из Северне - Средње Америке | Сједињене Државе |              |            |           |
| 1 из Африке и Азије           | Египат           |              |            |           |

## Занимљивоти
- Утакмица која је одлучивала о последњем, шеснаестом учеснику, завршног турнира, одиграла се између Мексика и САД само три дана пре почетка турнира. Разлог је било кашњење америчке пријаве за квалификације на турниру.